# 東京都市計画道路幹線街路補助線街路第72号線
東京都市計画道路幹線街路補助線街路第72号線（とうきょうとしけいかくどうろかんせんがいろほじょせんがいろだい72ごうせん）は、東京都新宿区・豊島区を通る都市計画道路。

## 概要
歌舞伎町にある靖国通りとの交点を起点とし、新大久保・高田馬場を経由して新目白通りに至る補助幹線道路である。多くの区間において、山手線・西武新宿線と並行する。
靖国通り側の一部区間は、南方向にのみ通行可能な一方通行規制となっている。

### 路線データ
- 起点 - 新宿大ガード東交差点（東京都新宿区歌舞伎町一丁目）[1]
- 終点 - 名称なし交差点（新目白通り交点・東京都豊島区高田三丁目）[1]
- 全長 - 2,510m

### 愛称の付与されている区間
- 歌舞伎町一丁目付近 : 西武新宿駅前通り
- 職安通り - 大久保通り間 : つつじ通り
- 諏訪通り - 早稲田通り間 : 高田馬場駅前通り

## 歴史
1946年4月25日都市計画決定。都市計画に基づき、靖国通りから職安通りまでの区間、および諏訪通りから新目白通りまでの区間について、先行して整備された。
職安通りから諏訪通りまでの区間については、新宿区が事業主体となって整備事業を実施。職安通りから大久保通りまでをI期区間、大久保通りから諏訪通りまでをII期区間として、北側より順次整備が進められた。

### 新宿区整備区間の歴史
- 1988年10月5日 - I期区間事業認可。
- 1994年1月19日 - II期区間事業認可。
- 1997年4月1日 - 東京都清掃局新宿中継所から大久保スポーツプラザ交差点（諏訪通り交点）まで（376m）供用開始。
- 1999年4月1日 - 大久保そよかぜ橋（新宿区立戸山小学校付近）から東京都清掃局新宿中継所まで（245m）供用開始。
- 2011年11月17日 - 大久保通りから大久保そよかぜ橋まで（271m）供用開始[2]。これにより、大久保通りから諏訪通りまでのII期区間（892m）が開通。
- 2020年9月20日 - 職安通りから大久保通りまでのI期区間（352m）が供用開始[3][4]。全線開通。

## 地理

### 通過する町名
- 新宿区
  - 歌舞伎町 - 百人町 - 大久保 - 高田馬場

- 豊島区
  - 高田

### 交差している道路
- 靖国通り（起点）
- 職安通り（新宿職業安定所前交差点）
- 大久保通り（名称なし交差点・新大久保駅付近）
- 諏訪通り（大久保スポーツプラザ入口交差点）
- 早稲田通り（名称なし交差点・高田馬場駅前）
- 新目白通り（終点）

### 沿道施設
- 西武新宿駅
- （仮称）新宿TOKYU MILANO再開発計画 - 2022年度竣工予定。
- ハローワーク新宿（新宿公共職業安定所）
- 新大久保駅
- 東京都清掃局新宿中継所
- 大久保スポーツプラザ
- 住友不動産新宿ガーデンタワー（ベルサール高田馬場）
- 高田馬場駅
- BIG BOX